# Wattle Range Council
Koordinaten: 37° 36′ S, 140° 21′ O

Der Wattle Range Council ist ein lokales Verwaltungsgebiet (LGA) im australischen Bundesstaat South Australia. Das Gebiet ist 3.924 km² groß und hat etwa 11.600 Einwohner (2016).
Wattle Range liegt im äußersten Südosten von South Australia an der Grenze zu Victoria etwa 420 Kilometer südöstlich der Metropole Adelaide und 410 Kilometer westlich von Melbourne. Das Gebiet beinhaltet 40 Ortsteile und Ortschaften: Beachport, Benara, Benara Flat, Canunda, Comaum, Coonawarra, Furner, Glencoe, Glencoe West, Glenroy, Grey, Hatherleigh, Kalangadoo, Katnook, Killanoola, Kirip, Koorine, Krongart, Leggs Lane, Maaoupe, Millicent, Mount Burr, Mount Graham, Mount McIntyre, Nangula, Nangwarry, Penola, Pompoon, Rendlesham, Rivoli Bay, Rocky Camp, Sebastapol, Short, Snuggery, Southend, St Clair, Tantanoola, Thornlea, Wattle Range und Wyrie. Der Verwaltungssitz des Councils befindet sich in Millicent im Westen der LGA.

## Verwaltung
Der Council von Wattle Range hat zwölf Mitglieder, elf Councillor werden von den Bewohnern der vier Wards gewählt (je zwei aus Riddoch, Sorby Adams und Kintore Ward, fünf aus Corcoran Ward). Diese vier Bezirke sind unabhängig von den Ortschaften festgelegt. Der Ratsvorsitzende und Mayor (Bürgermeister) wird zusätzlich von allen Bewohnern der LGA gewählt.